# Quintus Mucius Scævola (consul en -117)
Pour les articles homonymes, voir Quintus Mucius Scævola.
Quintus Mucius Scævola, surnommé l'Augure, né vers 159 av. J.-C. et décédé en 88 ou en 87av. J.-C., est un homme politique de la République romaine, consul en 117 av. J.-C.. Juriste expérimenté et passionné, il s'intéresse à la justice civile.

## Famille et vie personnelle
Issu de la gens des Mucii, il est le fils de Quintus Mucius Scævola, consul en 174 av. J.-C., ami et beau-fils de Caius Laelius Sapiens et beau-père de l'orateur Lucius Licinius Crassus.
Il s'intéresse à la culture grecque, et suit les conférences que Carnéade donne à Rome en 155. Par ailleurs, sa famille héberge le stoïcien Blossius (en) de Cumes, conseiller de Tiberius Gracchus.
Il se marie en 140 avec Laelia, fille ainée de Caius Laelius, un ami de Scipion Émilien, dont il a un fils et deux filles. L'une d'entre elles, Mucia, épouse l'orateur Lucius Licinius Crassus.
Pour se changer l'esprit des activités du forum, il se délassait avec simplicité, en jouant à la balle, ou à des jeux de damier (calculi).

## Biographie
Il est augure avant 129, et conserve cette charge pendant plus de quarante ans, d'où son surnom.
Ses sympathies pour les Gracques puis plus tard pour Caius Marius le situent dans la mouvance politique des populares, ce qui a pu le desservir auprès de l'aristocratie pour sa carrière politique.
Il gravit les échelons du cursus honorum : tribun de la plèbe en 128, édile en 125 et préteur en 120, année où il administre et réorganise l'Asie,. Il se déclare contre les réformes des Gracques.
Lors de son retour à Rome l'année suivante, il est accusé d'extorsion de fonds en Asie par Titus Albucius, et assure lui-même sa défense avec succès. Il dépolitise l'affaire en expliquant qu'il est attaqué pour raisons personnelles à la suite d'un différend récent lors d'une rencontre à Athènes,,.
En 117, il est élu au consulat pour un mandat sans grand relief, aux côtés de Lucius Caecilius Metellus Diadematus.
En 100, au plus fort des violents troubles provoqués par Lucius Appuleius Saturninus et Caius Servilius Glaucia, à la suite du senatus consultum ultimum ordonnant au consul Caius Marius de déposer ses partisans, il fait partie des sénateurs qui vont massacrer Saturninus et Glaucia et leurs partisans dans la Curie Hostilia,,. Cicéron décrit que l'Augure « accablé de vieillesse, consumé par la maladie, privé d'un bras, impotent et perclus de tous ses membres, s'appuyant sur une lance, fait paraître son énergie morale en même temps que sa faiblesse physique, ».
Dans sa vieillesse, Scævola maintient son intérêt pour les affaires de Rome. Il enseigne sa connaissance juridique aux jeunes Romains, dont en 90 Cicéron et Atticus. Il écrit aussi des ouvrages de droit.
En 88, il donne asile au fils de Marius, qui avait épousé sa petite-fille Licinia. Il est le seul à défendre Caius Marius contre Sylla qui tente de le faire désigner « ennemi du peuple », en déclarant qu'on ne peut nommer ainsi un homme qui a sauvé Rome et l'Italie,.
Il décède peu après, en 88 ou selon Combès en 87.
Cicéron rend hommage à son maître en le figurant comme protagoniste dans plusieurs de ses traités, le De oratore, le De Republica et le Laelius de amicitia.